# 小花心萼藤
小花心萼藤（学名：Cordisepalum phalanthopetalum）又名泰国心萼藤，是旋花科心萼藤属的一种藤本植物。分布于泰国、缅甸以及中国云南。

## 特征描述
小花心萼藤下部藤茎木质；上部草质，分枝，呈黄褐色或黄绿色，具有皮孔，被长柔毛。
叶互生，宽卵形，基部心形，先端渐尖至短尾尖，两面疏被长柔毛。
总状花序腋生，被长柔毛，下部苞片有时呈叶状，卵形，上部苞片披针形至线性。
花萼5枚，不等大，外轮3枚披针形，果实增大；内部2枚线性；花萼外部密被长柔毛，内部无毛；花冠淡黄色，裂片卵形，先端急尖，外面密被绒毛，内面无毛；雄蕊长约1毫米，从花冠筒突出，花丝基部具柔毛，上面无毛；雌蕊长约1.5毫米，子房宽卵球形，无毛，柱头近无柄。
果实椭圆球形至纺锤体，黄绿色，萼片宿存，外轮3枚急剧增大为卵状心形，先端内凹具短尖；内轮2萼片不增大，线形。
花期为4-8月，果期为5-10月。